# Čírka modrokřídlá
Čírka modrokřídlá (Spatula discors) je malý druh kachny z rodu Spatula, která hnízdí v Severní Americe od Aljašky a Nového Skotska po Texas. Na zimu táhne podél pacifického a atlantského pobřeží do Karibiku, Střední a Jižní Ameriky. Pravidelně zalétá i do Evropy, jedinkrát (v roce 1996) byla pozorována i v Česku. Jedná se o malou kachnu, nápadný je hlavně samec ve svatebním šatu, který má mezi okem a zobákem bílou skvrnu srpovitého tvaru, světle modrou stranu loketních krovek a iridiscentní zelené zrcátko. Po kachně divoké se jedná o nejpočetnější severoamerickou kachnu s populací kolem 7,8 milionů dospělých jedinců.

## Systematika
První formální popis druhu zajistil švédský přírodovědec Carl Linné v roce 1766 ve 12. vydání Systema Naturae. Linné druh pojmenoval jako Anas discors. Druhové jméno discors pochází z latiny, ve které znamená „nejednotný“. Genetická studie z roku 2009 prokázala, že rod Anas ve své původní podobě nebyl monofyletický, načež byla čírka modrokřídlá přeřazena do rodu Spatula.

## Výskyt
Hnízdí v Severní Americe od jižní Aljašky po Nové Skotsko a na jih až po severní Texas. Zimuje od jižní Kalifornie, jižního Texasu, amerického pobřeží Mexického zálivu a Atlantského oceánu po Karibik, Střední Ameriku a sever Jižní Ameriky. Každoročně zaletuje na Britské ostrovy a občas i do kontinentální Evropy, kde byla zaznamenána od severní (Finsko, Norsko, Švédsko) po jižní části evropského kontinentu (Itálie, Španělsko). Několik záznamů pochází i z Německa, Švýcarska aj.
Celková populace se odhaduje na 7,8 milionu dospělých jedinců a je na vzestupu. Jedná se o druhou nejpočetnější kachnu v Severní Americe hned po kachně divoké.

### Výskyt v Česku
Na území Česka byla zaznamenána zatím jen jednou. Stalo se tak v roce 1996 na Hradeckém rybníku u Tovačova v okrese Přerov.

## Popis

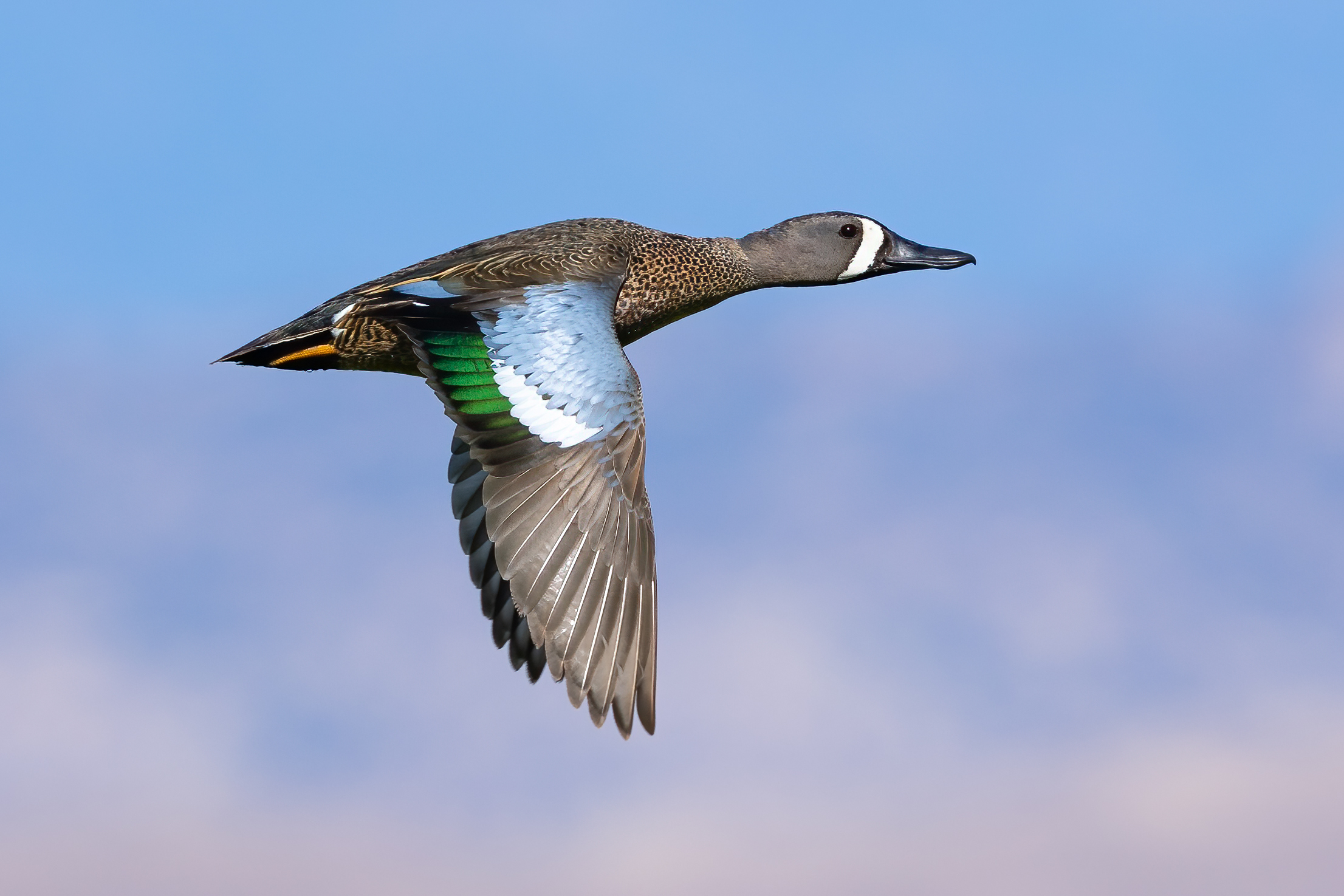
Samec ve svatebním šatu (Kalifornie)

Jedná se o velmi malou kachnu dosahující délky těla 37−41 cm. Rozpětí křídel se pohybuje mezi 60−64 cm, váha v rozmezí 300−500 g. Duhovka je tmavě hnědá, nohy jsou oranžovožluté, zobák je načernalý.
Samec ve svatebním šatu má břidlicově šedomodrou hlavu a krk s nápadným bílým srpovitým útvarem táhnoucím se po stranách hlavy mezi očima a zobákem s vypouklou stranou u zobáku a špičatými konci nad okem a na straně hrdla. Korunka je do černa. Svrchní strana těla je světle hnědá, nápadné je hlavně zelené iridiscentní zrcátko a světle modré krovky na předloktí. Spodní strana křídel je převážné bílá. Hruď, břicho a boky jsou světle načervenalé s hnědočernými skvrnami či proužkováním. Po straně kostřce se nachází nápadná bílá skvrna. Spodní krovky ocasní jsou černé.
Samice je převážně hnědá s jemným bělavým a tmavým kropením. Korunka je černá, stejně jako proužek přes oko. Báze zobáku, brada a hrdlo jsou bílé. Tenký oční kroužek je také bílý. Křídla mají podobné vzory jako u samců, avšak modrá na krovkách a zelené zrcátko jsou mnohem bledší. Samec v prostém šatu se nápadně podobná samici, jeho vzory na křídlech jsou však nápadnější. Nedospělý jedinec je také podobný samici, avšak jeho spodina je nápadněji vzorkována a svrchní strana těla je bledší.

## Biologie
Typický hnízdní habitat druhu tvoří mělké močálovité oblasti na zatravněných prériích centrálních oblastí Severní Ameriky. Občas zahnízdí i na podmáčených loukách při oceánském pobřeží. Zimní habitat je velmi různorodý a zahrnuje různé tropické a subtropické habitaty od mangrovních močálů po sladkovodní a brakické laguny. Živí se semeny i vegetativními částmi vodních rostlin jako jsou rdesti (Potamogeton), řečanky (Najas), táhlice (Ruppia) nebo okřehkové rostliny (Lemnoideae). Potravu sbírá z vodní hladiny nebo těsně pod ní, k potápění dochází pouze velice výjimečně. Potravu doplňuje vodním hmyzem včetně larev, menších korýšů a měkkýů.

### Hnízdění

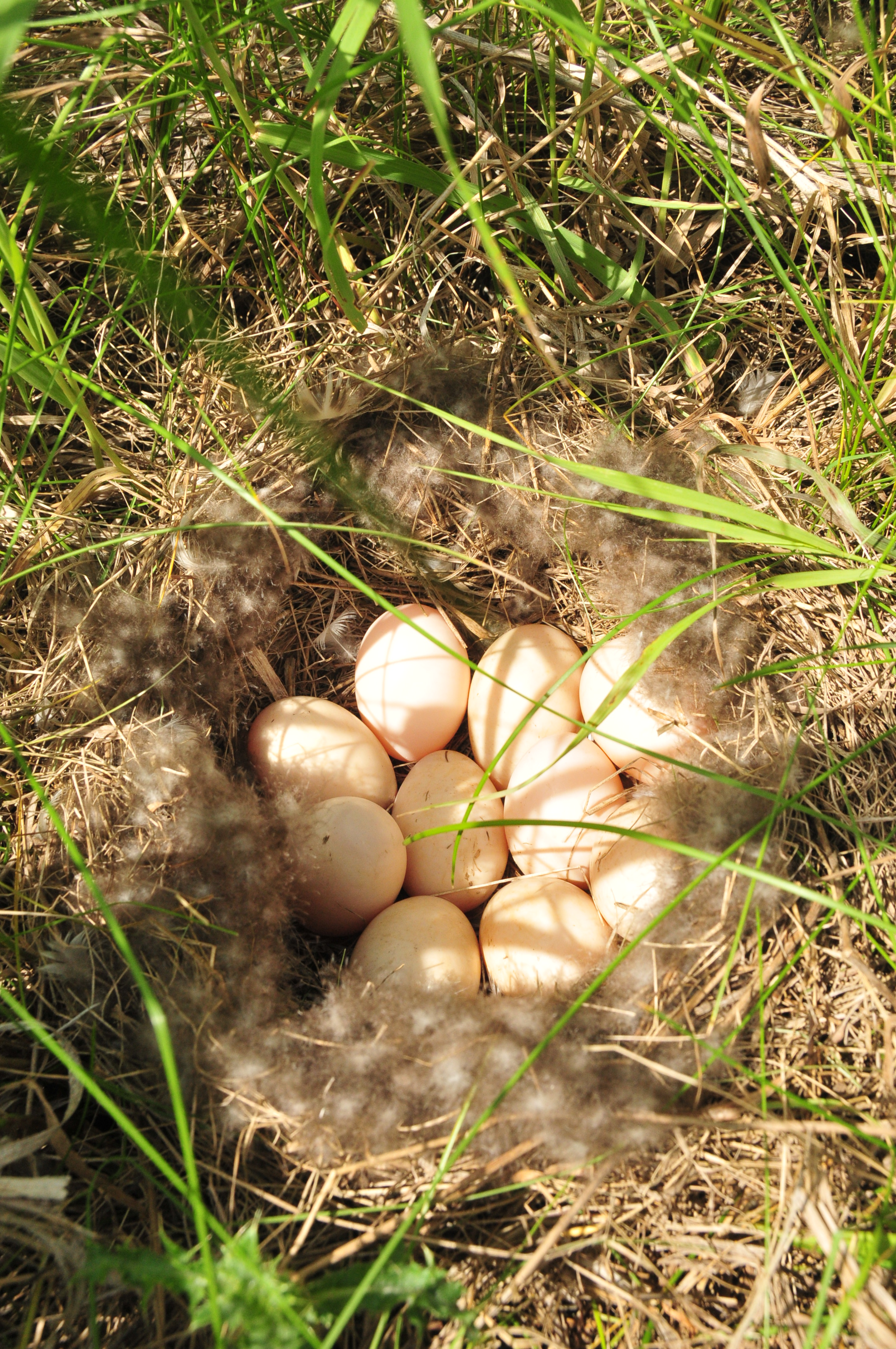
Hnízdi čírky modrokřídlé

K tvorbě páru dochází již na zimovištích a pouto se prohlubuje během tahu. Samec se samici dvoří pomocí různých typů vizuálních póz, mezi něž patří ponoření přední části těla pod vodu s vystrčeným ocasem a nohama trčícími do vzduchu. Zahnizďuje většinou v těsné blízkosti vody, avšak může své hnízdo umístit až jeden či dva kilometry od vodní plochy. Výběr hnízdní lokace rozhoduje samice, která přelétává nad možnými lokacemi, zatímco samec vyčkává v blízkém okolí. Jakmile samice rozhodne o umístění hnízda, nejdříve nohama vyhrabe v zemi mělký důlek, který poté vystele okolní vegetací a vlastním peřím vytrhaným z hrudi. Hnízdo bývá umístěno alespoň 30 cm nad hladinou nejbližší vodní plochy. Samice klade 6−15 vajec v intervalu jedno vejce denně. Vejce mají rozměr kolem 45×34 mm, jejich barva je krémově bílá. Inkubační doba v průměru 24 dní a začíná těsně před nakladením posledního vejce. Inkubuje pouze samice, zatímco samec samici opouští. Následující rok se formují nové páry, které jsou si po dobu hnízdní sezóny věrné; jedná se tedy o sezónně monogamní druh. Vynucené kopulace jsou vzhledem k ostatním druhům kachen jen vzácné. Mláďata opouští hnízdo do 24 hodin od vyklubání. Dokáží si shánět potravu, avšak zdržují se v blízkosti samice po dalších několik týdnů. Osamostatňují se ještě před prvním letem, ke kterému dochází ve stáří 38−49 dní.
K hlavním hnízdním predátorům patří skunkové, veverky, lišky, kojoti, norci, lasičky, jezevci a mývali.

## Ohrožení
Vzhledem k extrémně velké početnosti, která vykazuje mírně stoupavý trend, a obrovskému geografickému výskytu se jedná o málo dotčený druh. Čírka modrokřídlá je v Severní Americe hojně lovena, jen ve Spojených státech amerických bylo v lovné sezóně 2019/2020 uloveno 830 000−1 400 000 čírek modrokřídlých.